# Кошехабльский район
Кошеха́бльский райо́н (адыг. Кощхьэблэ къедзыгъон) — административно-территориальная единица и муниципальное образование (муниципальный район) в составе Республики Адыгея Российской Федерации.
Административный центр — аул Кошехабль.

## География
Расположен в восточной части Республики Адыгея и вытянут с севера на юг. Протяжённость территории района с севера на юг составляет 75 км, с запада на восток — 17 км. Площадь района — 607,52 км².
Граничит на западе с Гиагинским, на северо-западе — с Шовгеновским районами Адыгеи, а также на западе — с Курганинским, на юго-востоке — с Лабинским и на юго-западе — с Мостовским районами Краснодарского края.
Находится в предгорной зоне республики. Рельеф местности преимущественно холмистый, изрезанный балками и понижениями. На юге и юго-западе рельеф постепенно сменяется на гористый. В почвенном покрове района большее распространение получили выщелоченные чернозёмы.
Гидрографическая сеть представлена множеством родниковых рек, наиболее крупными из которых являются реки  Лаба, Ходзь, Фарс, Чехрак.
Климат влажный умеренный с ощутимым влиянием близости Чёрного моря. Средние показатели температуры воздуха колеблются от +23,5°С в июле до 0°С в январе. Наиболее высокая температура наблюдаются в начале августа, а наиболее низкая в конце января — начале февраля. Среднегодовое количество осадков составляет 750 мм. Наибольшее количество осадков выпадает в летний период.

## История
Район был образован 28 декабря 1934 года в составе Адыгейской автономной области Азово-Черноморского края, путём его выделения из Шовгеновского района. Первоначально в его состав вошли 9 сельсоветов: Блечепсинский, Вольный, Дмитриевский, Егерухайский, Игнатьевский, Кошехабльский, Натырбовский, Хачемзиевский, Ходзенский.
С 7 декабря 1956 года по 21 марта 1958 года в состав района входила часть территории упразднённого Шовгеновского района.
С 1 февраля 1963 года по 12 января 1965 года район был упразднён, а его территория входила в состав Шовгеновского района с центром в ауле Кошехабле.
В 1993 году была прекращена деятельность сельских советов, а территории сельских администраций преобразованы в сельские округа.
В 2005 году в районе были ликвидированы сельские округа и созданы 9 сельских поселений.

## Население
| 1959    | 1970    | 1979    | 1989    | 2002    | 2010    | 2011    | 2012    | 2013    |
| ------- | ------- | ------- | ------- | ------- | ------- | ------- | ------- | ------- |
| 34 421  | ↘33 431 | ↘30 654 | ↘29 766 | ↗31 296 | ↘30 422 | ↗30 424 | ↘30 359 | ↘30 317 |
| 2014    | 2015    | 2016    | 2017    | 2018    | 2019    | 2020    | 2021    | 2023    |
| ↘30 180 | ↘30 117 | ↘29 968 | ↘29 886 | ↘29 726 | ↘29 497 | ↗29 569 | ↗30 047 | ↗30 153 |
| 2024    |         |         |         |         |         |         |         |         |
| ↗30 319 |         |         |         |         |         |         |         |         |

Национальный состав

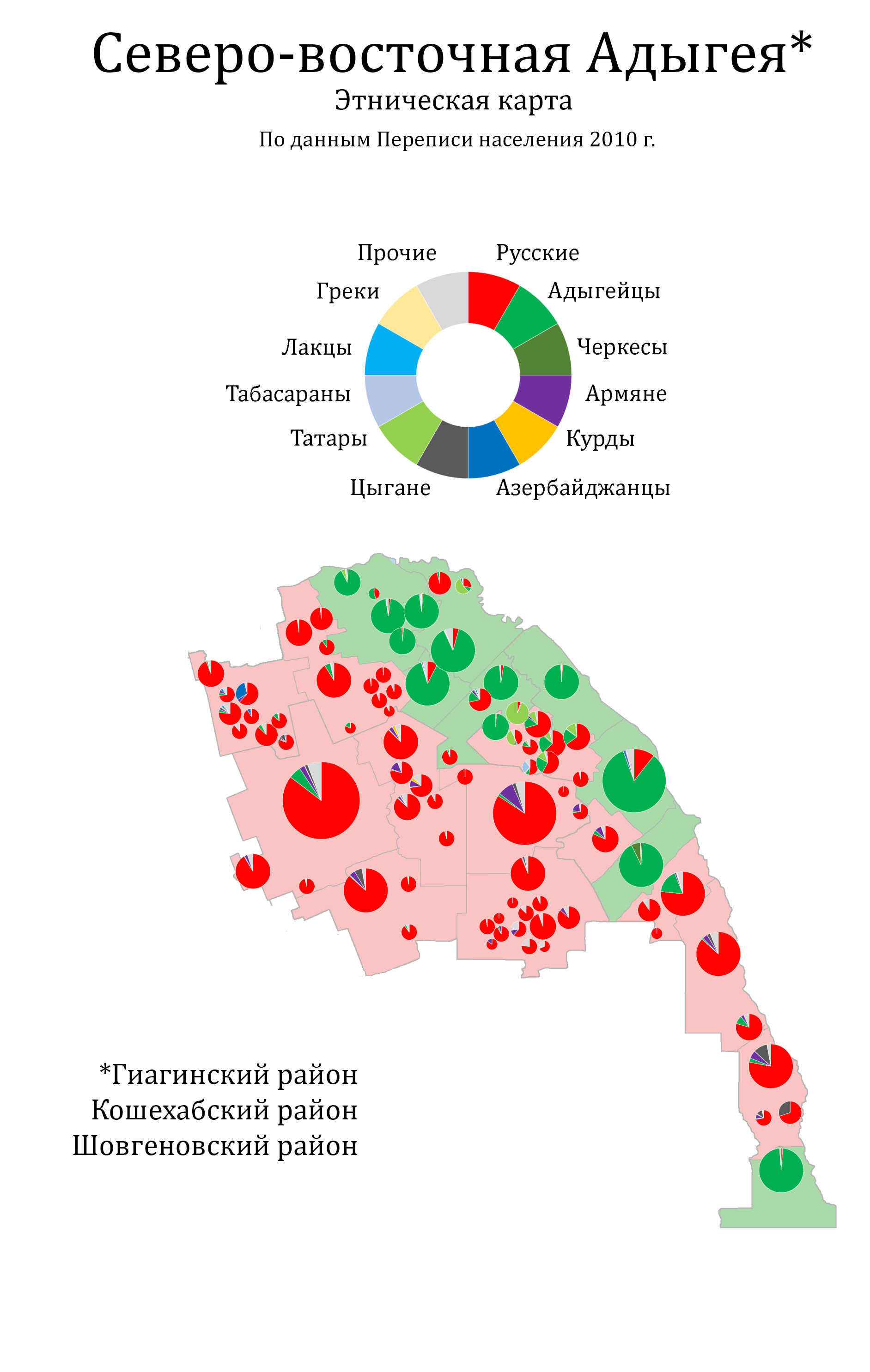
Этническая карта Гиагигского, Кошехабского и Шовгеновского районов, перепись 2010 г.

По итогам переписи населения 2020 года проживали следующие национальности (национальности менее 0,2 % и другое см. в сноске к строке «Другие»):
| Национальность  | Численность, чел. | Доля     |
| --------------- | ----------------- | -------- |
| Адыги (черкесы) | 15 208            | 50,62 %  |
| Русские         | 12 190            | 40,57 %  |
| Цыгане          | 722               | 2,40 %   |
| Армяне          | 598               | 1,99 %   |
| Татары          | 369               | 1,23 %   |
| Таджики         | 67                | 0,22 %   |
| Украинцы        | 63                | 0,21 %   |
| Другие          | 830               | 2,76 %   |
| Итого           | 30 047            | 100,00 % |

Половозрастной состав
По данным Всероссийской переписи населения 2010 года:
| Возраст     | Мужчины, чел. | Женщины, чел. | Общая численность, чел. | Доля от всего населения, % |
| ----------- | ------------- | ------------- | ----------------------- | -------------------------- |
| 0 — 14 лет  | 3 053         | 2 921         | 5 974                   | 19,64 %                    |
| 15 — 59 лет | 9 263         | 9 635         | 18 898                  | 62,12 %                    |
| от 60 лет   | 2 042         | 3 508         | 5 550                   | 18,24 %                    |
| Всего       | 14 358        | 16 064        | 30 422                  | 100,0 %                    |

Мужчины — 14 358 чел. (47,2 %). Женщины — 16 064 чел. (52,8 %).
Средний возраст населения: 37,5 лет. Средний возраст мужчин: 35,5 лет. Средний возраст женщин: 39,3 лет.
Медианный возраст населения: 36,4 лет. Медианный возраст мужчин: 34,4 лет. Медианный возраст женщин: 38,3 лет.

## Муниципальное устройство
В рамках организации местного самоуправления муниципальный район делится на 9 сельских поселений:
| № | Муниципальное образование        | Административный центр | Количество населённых пунктов | Население (чел.) | Площадь (км²) |
| - | -------------------------------- | ---------------------- | ----------------------------- | ---------------- | ------------- |
| 1 | Блечепсинское сельское поселение | аул Блечепсин          | 1                             | 3149             | 57,28         |
| 2 | Вольненское сельское поселение   | село Вольное           | 3                             | 4254             | 72,65         |
| 3 | Дмитриевское сельское поселение  | посёлок Дружба         | 10                            | 3319             | 66,85         |
| 4 | Егерухайское сельское поселение  | аул Егерухай           | 2                             | 1558             | 70,82         |
| 5 | Игнатьевское сельское поселение  | хутор Игнатьевский     | 1                             | 1075             | 41,34         |
| 6 | Кошехабльское сельское поселение | аул Кошехабль          | 1                             | 7359             | 74,60         |
| 7 | Майское сельское поселение       | посёлок Майский        | 3                             | 2633             | 52,45         |
| 8 | Натырбовское сельское поселение  | село Натырбово         | 2                             | 4021             | 103,34        |
| 9 | Ходзинское сельское поселение    | аул Ходзь              | 1                             | 2877             | 68,20         |

## Населённые пункты
Распределение населения района
 а. Кошехабль (24,28 %) с. Вольное (12,39 %) а. Блечепсин (10,59 %) с. Натырбово (10,59 %) а. Ходзь (9,55 %) Остальные (32,6 %)
В Кошехабльском районе 24 сельских населённых пункта.
| №  | Населённый пункт     | Тип     | Население | Муниципальное образование        |
| -- | -------------------- | ------- | --------- | -------------------------------- |
| 1  | Блечепсин            | аул     | ↗3210     | Блечепсинское сельское поселение |
| 2  | Вольное              | село    | ↗3757     | Вольненское сельское поселение   |
| 3  | Дмитриевский         | хутор   | ↘481      | Дмитриевское сельское поселение  |
| 4  | Дружба               | посёлок | →677      | Дмитриевское сельское поселение  |
| 5  | Егерухай             | аул     | ↗1558     | Егерухайское сельское поселение  |
| 6  | Игнатьевский         | хутор   | ↘1068     | Игнатьевское сельское поселение  |
| 7  | Казённо-Кужорский    | хутор   | ↘810      | Натырбовское сельское поселение  |
| 8  | Кармолино-Гидроицкий | хутор   | ↗189      | Вольненское сельское поселение   |
| 9  | Комсомольский        | посёлок | ↗147      | Дмитриевское сельское поселение  |
| 10 | Кошехабль            | аул     | ↗7361     | Кошехабльское сельское поселение |
| 11 | Красный              | хутор   | ↗227      | Майское сельское поселение       |
| 12 | Красный Фарс         | хутор   | ↗155      | Дмитриевское сельское поселение  |
| 13 | Майский              | посёлок | ↗2403     | Майское сельское поселение       |
| 14 | Натырбово            | село    | ↗3211     | Натырбовское сельское поселение  |
| 15 | Новоалексеевский     | хутор   | ↗303      | Дмитриевское сельское поселение  |
| 16 | Отрадный             | хутор   | ↗195      | Дмитриевское сельское поселение  |
| 17 | Плодопитомник        | посёлок | ↗68       | Дмитриевское сельское поселение  |
| 18 | Политотдел           | хутор   | ↗176      | Дмитриевское сельское поселение  |
| 19 | Соколов              | хутор   | →0        | Егерухайское сельское поселение  |
| 20 | Хачемзий             | аул     | ↘642      | Дмитриевское сельское поселение  |
| 21 | Ходзь                | аул     | ↗2895     | Ходзинское сельское поселение    |
| 22 | Чехрак               | посёлок | ↗475      | Дмитриевское сельское поселение  |
| 23 | Чехрак               | хутор   | →3        | Майское сельское поселение       |
| 24 | Шелковников          | хутор   | ↗308      | Вольненское сельское поселение   |

## Местные органы власти
Структуру органов местного самоуправления муниципального образования составляют:
- совет Кошехабльского муниципального района — выборный представительный орган района;
  - председатель совета Кошехабльского муниципального района — высшее должностное лицо района;
- администрация Кошехабльского муниципального района — исполнительно-распорядительный орган района;
  - глава администрации Кошехабльского муниципального района — глава исполнительной власти района.

Глава администрации района
- Хамирзов Заур Аскарбиевич (с 15 ноября 2012 года)

Председатель совета района
- Брянцев Александр Валентинович (с 24 января 2013 года)

Список депутатов совета Кошехабльского муниципального района IV созыва (2016-2020).
| Агержаноков Азамат Схатбиевич  |
| Ашев Аслан Джумальдинович      |
| Бзасежев Амин Юсуфович         |
| Болоков Мурат Адамович         |
| Брянцев Александр Валентинович |
| Величко Любовь Николаевна      |
| Вороков Схатбий Ибрагимович    |
| Емыков Рамазан Магаметович     |

| Киясов Юрий Казбекович         |
| Коблев Алий Айсович            |
| Курашинов Мухарбий Мухамедович |
| Любченко Людмила Павловна      |
| Малахов Сальман Заурбиевич     |
| Мамхегов Султан Джантемирович  |
| Нагоев Рамазан Азизович        |

| Пономарёва Людмила Дмитриевна |
| Пшихожев Алий Юсуфович        |
| Тхабисимов Мурат Дмитриевич   |
| Фокотлев Мурат Махмудович     |
| Хачемизов Бислан Нальбиевич   |
| Черкасов Юрий Владимирович    |
| Шаматрина Нина Николаевна     |

## Экономика
Сельское хозяйство
В экономике района доминирует сельское хозяйство. Сельскохозяйственные угодья занимают 47,6 тысяч га., в том числе пашни 33,1 тысяч га.
В районе насчитывается более 500 крестьянско-фермерских хозяйств и более 8 тыс. личных подсобных хозяйств.
Промышленность и малый бизнес
Наиболее крупные предприятия района, представляющие три основные отрасли экономики: газодобывающую – ООО «Южгазэнерджи», строительную — АО «Кошехабльский комбинат нерудных материалов», ПАО «Адыгеянеруд», ООО «Завод железобетонных изделий "Кошехабльский"», ООО «Каскад», ГУП «Кошехабльское ДРСУ»; пищевую — ООО «Мамруко». Основным направлением деятельности предприятий строительных материалов является производство строительных нерудных материалов, железобетонных изделий, материалы для дорожного строительства.
В районе работает более 50 малых предприятий всех форм собственности. Малые предприятия обеспечивают рабочими местами порядка 300 человек.
Топливно-энергетический комплекс
Нефтебаза «Гпойл» и 13 автозаправочных станций.
Торговля и общественное питание
В районе функционирует 160 объектов торговли и общественного питания. Наибольший удельный вес в структуре торговой сети района занимают частные предприятия — 95 %.

## Транспорт
Через района проходит железнодорожная ветка Северо-Кавказской железной дороги: Армавир — Туапсе, на которой функционируют железнодорожная станция Кошехабль и остановочный пункт Чехрак.
Через район проходят автодороги регионального значения. Расстояние до федеральной автотрассы Р217 около 45 км. От районного центра Кошехабля до Майкопа расстояние составляет около 70 км.
Пассажирские и грузовые перевозки по территории района, а также за его пределами в значительной мере осуществляется АО «ГАТП "Кошехабльское"». Услуги по перевозке пассажиров оказываются частными пригородными маршрутными такси.

## Средства массовой информации
- Издаётся районная газета «Кошехабльские вести»[28], распространемая на территории района. Выпускается два раза в неделю.

## Известные уроженцы
Родившиеся в Кошехабльском районе: